# Districtul České Budějovice
Okres České Budějovice este un district cu reședința în České Budějovice, din Regiunea Boemia de Sud, Republica Cehă, care cuprinde 107 de comune și ocupă o suprafață de 1.625 km².

## Orașe și comune
Adamov (Adamstadt) - Bečice (Betschitz) - Borek (Bida) - Borovany (Forbes) - Borovnice (Borownitz) - Boršov nad Vltavou (Payreschau) - Bošilec (Boschiletz) - Branišov (Branischen) - Břehov (Schwiehalm) - Čakov (Groß Cekau) - Čejkovice (Tschejkowitz) - Čenkov u Bechyně - České Budějovice (Budweis) - Čížkrajice (Sitzkreis) - Dasný (Kronfellern) - Dívčice (Diwtschitz) - Dobrá Voda u Českých Budějovic (Gutwasser) - Dobšice (Dobschitz) - Dolní Bukovsko (Unterbukowsko) - Doubravice (Daubrawitz) - Doudleby (Teindles) - Drahotěšice (Drahoteschitz) - Dražíč (Draschitz) - Dříteň (Zirnau) - Dubičné (Dubiken) - Dubné (Duben) - Dynín (Dinin) - Habří - Hartmanice (Hartmanitz) - Heřmaň (Hermannsdorf) - Hlavatce (Hlawatetz) - Hlincová Hora 
(Pfaffendorf) 

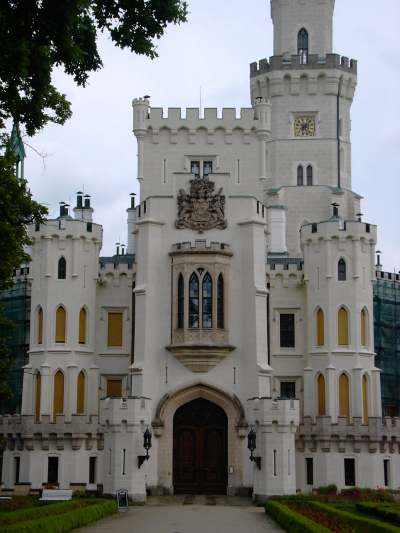
Castelul din Hluboká nad Vltavou

- Hluboká nad Vltavou (Frauenberg) - Homole (Hummeln) - Horní Kněžeklady (Ober Knischeklad) - Horní Stropnice (Strobnitz) - Hosín (Hosin) - Hosty (Hosty) - Hradce (Prabsch) - Hranice (Julienhain) - Hrdějovice (Hartowitz) - Hůry (Hurr) - Hvozdec (Hwostetz) - Chotýčany (Schmiedgraben) - Chrášťany (Chrastan) - Jankov (Jankau) - Jílovice (Jilowitz) - Jivno (Gieben) - Kamenná (Sacherles) - Kamenný Újezd (Steinkirchen) - Komařice (Komarschitz) - Kvítkovice (Kwitkowitz) - Ledenice (Ledenitz) - Libín (Libin) - Libníč (Libnitsch) - Lipí (Lippen) - Lišov (Lischau) - Litvínovice (Leitnowitz) - Ločenice (Lotschenitz) - Mazelov (Mazalow) - Mladošovice (Mladoschowitz) - Modrá Hůrka (Blau Hurka) - Mokrý Lom - Mydlovary (Mydlowar) - Nákří (Nakersch)- Nedabyle (Hables) - Neplachov (Neplachow) - Nová Ves (Neudorf) - Nové Hrady (Gratzen) - Olešnice (Elexnitz) - Olešník (Wolleschnik) - Ostrolovský Újezd (Aujest Ostrolow) - Petříkov (Petersin) - Pištín (Pischtin) - Planá (Plan) - Plav (Plaben) - Radošovice (Roschowitz) - Roudné (Ruden) - Rudolfov (Rudolfstadt) - Římov (Rimau) - Sedlec (Selz) - Slavče (Slabsch) - Srubec (Strups) - Staré Hodějovice (Hodowitz) - Strážkovice (Straschkowitz) - Strýčice (Stritschitz) - Střížov (Driesendorf) - Svatý Jan nad Malší (Lotschenitz) - Ševětín (Schewetin) - Štěpánovice (Stepanowitz) - Temelín (Groß Temelin) - Trhové Sviny (Schweinitz) - Týn nad Vltavou (Moldauthein) - Úsilné (Woselno) - Včelná (Bienendorf) - Vidov (Wiederpolen) - Vitín (Wittin) - Vlkov (Wilkow) - Vrábče (Prabsch) - Vráto (Brod) - Všemyslice (Schemeslitz) - Záboří (Saborz) - Zahájí (Sahaj) - Závraty (Zawraten) - Zliv (Sliw) - Zvíkov (Zwikow) - Žabovřesky (Schabowres) - Žár (Sohors) - Žimutice (Schimutitz)